# Olympische Sommerspiele 2024/Teilnehmer (Eritrea)
| Gelbes Symbol für Goldmedaillen mit stilisierten Olympischen Ringen | Graues Symbol für Silbermedaillen mit stilisierten Olympischen Ringen | Braundes Symbol für Bronzemedaillen mit stilisierten Olympischen Ringen |
| ------------------------------------------------------------------- | --------------------------------------------------------------------- | ----------------------------------------------------------------------- |
| —                                                                   | —                                                                     | —                                                                       |

Eritrea nahm an den Olympischen Spielen 2024 vom 26. Juli bis zum 11. August 2024 in Paris mit 11 Athleten (8 Männer, 3 Frauen) teil. Es war die insgesamt siebte Teilnahme an Olympischen Sommerspielen.

## Teilnehmer nach Sportarten

### Leichtathletik
Eritreische Leichtathleten hatten die Olympianormen des Weltverbandes in drei Wettbewerben erreicht.
Laufen und Gehen
| Athleten         | Wettbewerb | Vorlauf      | Vorlauf | Halbfinale | Halbfinale | Finale        | Finale        | Rang          |
| Athleten         | Wettbewerb | Zeit         | Rang    | Zeit       | Rang       | Zeit          | Rang          | Rang          |
| ---------------- | ---------- | ------------ | ------- | ---------- | ---------- | ------------- | ------------- | ------------- |
| Frauen           |            |              |         |            |            |               |               |               |
| Rahel Daniel     | 10.000 m   | —            | —       | —          | —          | DNF           | DNF           | —             |
| Dolshi Tesfu     | Marathon   | —            | —       | —          | —          | 2:36:30 h     | 58            | 58            |
| Männer           |            |              |         |            |            |               |               |               |
| Aron Kifle       | 5000 m     | 14:16,77 min | 17      | —          | —          | ausgeschieden | ausgeschieden | ausgeschieden |
| Dawit Seare      | 5000 m     | 13:52,53 min | 7       | —          | —          | 13:31,50 min  | 19            | 19            |
| Merhawi Mebrahtu | 10.000 m   | —            | —       | —          | —          | 27:24,25 min  | 15            | 15            |
| Samsom Amare     | Marathon   | —            | —       | —          | —          | 2:08:56 h     | 10            | 10            |
| Henok Tesfay     | Marathon   | —            | —       | —          | —          | 2:14:31 h     | 54            | 54            |
| Berhane Tesfay   | Marathon   | —            | —       | —          | —          | 2:18:50 h     | 64            | 64            |

### Radsport
Über die UCI-Straßen-Weltrangliste nach Nationen erhielt Eritrea einen Startplatz für das Straßenrennen der Männer. Der entsprechende Athlet war auch im Einzelzeitfahren startberechtigt.

#### Straße
| Athleten      | Wettbewerb       | Zeit         | Rang |
| ------------- | ---------------- | ------------ | ---- |
| Männer        |                  |              |      |
| Biniam Girmay | Straßenrennen    | 6:26:57 h    | 49   |
| Biniam Girmay | Einzelzeitfahren | 40:20,65 min | 29   |

### Schwimmen
| Athleten           | Wettbewerb    | Vorlauf | Vorlauf | Halbfinale    | Halbfinale    | Finale        | Finale        | Rang |
| Athleten           | Wettbewerb    | Zeit    | Rang    | Zeit          | Rang          | Zeit          | Rang          | Rang |
| ------------------ | ------------- | ------- | ------- | ------------- | ------------- | ------------- | ------------- | ---- |
| Frauen             |               |         |         |               |               |               |               |      |
| Christina Rach     | 50 m Freistil | 27,20 s | 41      | ausgeschieden | ausgeschieden | ausgeschieden | ausgeschieden | 41   |
| Männer             |               |         |         |               |               |               |               |      |
| Aaron Ghebre Owusu | 50 m Freistil | 24,25 s | 51      | ausgeschieden | ausgeschieden | ausgeschieden | ausgeschieden | 51   |